# MiyuMiyu
미유미유(MiyuMiyu)는 카나가와나 도쿄의 라이브하우스를 중심으로 활동하는 일본 밴드이다.

## 구성원
1. yukiko (유키코) 보컬&기타 담당
2. misa (미사) 베이스&코러스 담당

### 옛 구성원
1. izumi (이즈미) 드럼 담당, 2006년 1월 21일부로 탈퇴했다.

## 내력
카나가와현립 오오이소 고등학교의 경음악부에 소속되어있던 멤버 셋이서 밴드를 결성한다. 밴드이름은 멤버들의 이름인 미사(misa)의 M, 이즈미(izumi)의 I, 유키코(yukiko)의 YU를 합친 뒤, 어조를 맞추기위해서 두 번 반복시켜 MiyuMiyu라고 지었다. 처음에는 다른 밴드의 커버를 하거나 했지만 나중에 오리지널 곡을 만들기 시작하면서 카나가와나 도쿄의 라이브하우스를 중심으로 활동을 시작한다.
일본방송협회의 열창 온에어배틀에서는 일곱번(통상방송에서는 여섯번)이나 출장했으며, 제2회 챔피언 대회에서는 준결승까지 진출한다. 도전했던 여섯번 모두 방송을 탔으며 6연승을 달성한다. 또, 제2회 챔피언 대회의 준결증에서는 열창 온에어배틀, 그리고 그 전신이기도한 섬머 송배틀, 윈터 송배틀을 포함한 열창 온에어배틀 관련 방송에서는 유일하게 400킬로배틀에서 패배를 경험한다. (챔피언 대회에서 사용되는, 만점이 1090킬로배틀인 바구니를 빼고)
드럼을 맡고 있던 izumi는 2005년 초여름부터 건강이 좋지못해 스스로 탈퇴를 결정. 2006년 1월 21일에 첫 원맨라이브를 갖고 탈퇴하기로 정하고 준비하고 있었지만 2006년에 교통사고를 당해 출연을 이루지 못했다.

## 디스코그라피

### 싱글
1. violet
  1. violet
  2. 슬픔의 댄스(悲しみダンス)
  3. sour
  4. 오른손(右手)

2003년 6월 30일（INHAUS RECORDS）
2. lotos
  1. halo
  2. 때(時)
  3. 모노크로(モノクロ)
  4. 라임(ライム)
  5. 날개의 뒤편(羽根の裏)

2004년 7월 20일（INHAUS RECORDS）
3. 별똥별(流れ星)
  1. 별똥별(流れ星)
  2. Last a way
  3. something
  4. seed

2006년 7월 15일（INHAUS RECORDS）
4. 유성(流星)
  1. 유성(流星) - 애니메이션「디지몬 세이버즈」2기 엔딩 주제가
  2. color
  3. 유성(流星)（Original Karaoke）
  4. color（Original Karaoke）

2006년 11월 22일（인덱스 뮤직）
5. green page
  1. sanzan
  2. 아리아케의 달(有明の月)
  3. wish
  4. 마이페이지(マイページ) - 요코하마 미소녀도감 테마송

2009년 6월 30일（인덱스 뮤직）